# Erisícton (fill de Cècrops)
|  | Per a altres significats, vegeu «Erisícton». |

Erisícton (en grec antic Έρυσίχθων), va ser, segons la mitologia grega, un heroi d'Atenes, fill de Cècrops i d'Agraulos.
Va morir jove i sense descendència. Hi ha poques tradicions sobre la seva vida. Se sap que era molt devot d'Apol·lo, i que va fer un viatge a Delos, d'on es va emportar una imatge molt antiga d'Ilitia, la deessa dels parts, però va morir durant el seu retorn a Atenes.